# Eliotropio (film 1920)
Eliotropio (Heliotrope) è un film muto del 1920 diretto da George D. Baker basato su A Whiff of Heliotrope, racconto di Richard Washburn Child pubblicato in Hearst's nel novembre 1919.
Di questo film venne fatto un rifacimento diretto da Victor Schertzinger col medesimo titolo: Eliotropio.

## Produzione
Il film fu prodotto dalla Cosmopolitan Productions e International Film Service con il titolo di lavorazione A Whiff of Heliotrope.

## Distribuzione
Il copyright del film, richiesto dalla International Film Service Co., Inc., fu registrato il 10 novembre 1920 con il numero LP15786.
Distribuito dalla Famous Players-Lasky Corporation e dalla Paramount Pictures, il film uscì nelle sale cinematografiche USA il 28 novembre 1920.

### Censura
Nella versione distribuita in Italia la censura italiana eliminò:
- Tutte le scene nelle quali è indicato che la matrigna di Dina si associa a scopo di speculazione (e perciò di ricatto) a Samuele Golimen a danno della propria figliastra.
- La didascalia "Vuole far danaro sulla sua sventura... se essa non s'impegna a comprare il silenzio".
- La didascalia "vogliono ricattarlo". "Impedire che la sua matrigna la insozzi e la rovini come ha insozzato e rovinato me"
- La didascalia "Un capitalista sicuro di aver bene impiegato il suo danaro".[2]